# Mary Ellen Weber
Mary Ellen Weber   (Cleveland, 24 d'agost de 1962) és una executiva, científica, pilot d'avions, conferenciant i exastronauta de la NASA.

## Formació
Weber va néixer a Cleveland, Ohio i va créixer a Bedford Heights, Ohio. Es va graduar a la Bedford High School al 1980. Va acabar enginyeria química el 1984 a la Purdue University, on va ser de la fraternitat Phi Mu. Va cursar estudis de doctorat en física química a University of California, Berkeley el 1988. Va acabar amb un Màster en administració d'empreses (MBA) a la Southern Methodist University el 2002.

## Abans de la NASA
Com estudiant de grau, va estar d'interinatge com enginyera química a les empreses Ohio Edison, Delco Electronics i a 3M. Durant la recerca doctoral a Berkeley, va estudiar la física de les reaccions químiques del silici. A Texas Instruments va investigar nous processos i nous equips per fabricar xips, amb Semantech i Applied Materials. Té una patent i va publicar nou articles científics.

## Carrera a la NASA
Va ser seleccionada per la NASA en el catorzè grup d'astronautes l'any 1992. Durant la seva carrera de deu anys dins la NASA, va tenir diferents càrrecs. Va treballar en transferència de tecnologia dins un grup sota la direcció del cap executiu de la NASA, va treballar directament amb empreses de capital de risc per identificar i desenvolupar negocis relacionats amb la tecnologia espacial. A més, Weber va treballar com a enllaç a la oficina d'afers legislatius de la NASA, relacionant-se amb el congrés dels Estats Units. Prèviament va ser la presidenta de l'oficina d'aprovisionament pel programa de biotecnologia, i també va estar dins l'equip que va redissenyar el pla de recerca per la Estació Espacial de 2.000 milions de dòlars.
És veterana de dos llançaments espacials, STS-70 i STS-101 als anys 1995 i 2000. Va ser la persona més jove en volar a l'espai i va registrar unes 450 hores. Va rebre la medalla de la NASA per serveis excepcionals. Va abandonar la NASA el desembre del 2002.

## Després de la NASA
Després de deixar la NASA, va ser vice-presidenta de l'oficina d'afers governamentals a la Universitat de Texas Southwestern Medical Center a Dallas durant nou anys.
Va passar a treballar per Stellar Strategies, LLC, donant serveis de consultoria en estratègia per operacions d'alt risc, comunicació tecnològica i estratègia legislativa. També és una reconeguda conferenciant amb més de vint anys d'experiència.

## Personal
Està casada amb el Jerome Elkind, fundador de Stellar Strategies, una empresa d'energies alternatives originaria de Bayyone, New Jersey.
És una paracaigudista experimentada, ja que te registrat més de cinc mil salts. Ha guanyat tretze medalles de plata o bronze del campionat americà de paracaigudisme i té un rècord del món el 2002 per la formació en caiguda lliure més gran amb 300 paracaigudistes.